# Юлия Домна
Юлия Домна (дата неизвестна — 217) — супруга римского императора Септимия Севера, мать Каракаллы и Геты.

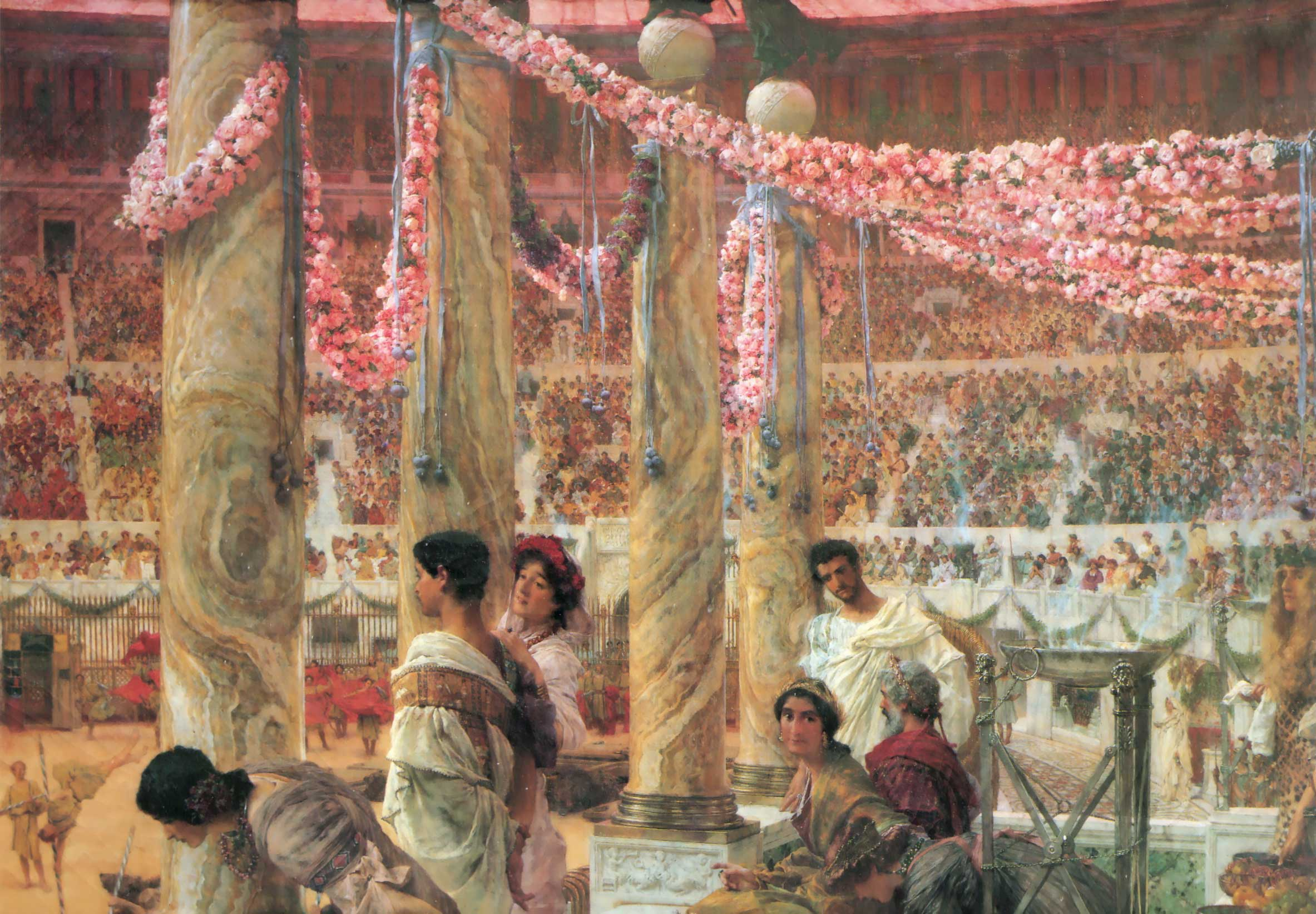
Каракалла и Гета. Картина Лоуренса Альма-Тадемы, 1907

## Биография
Юлия Домна была сирийского происхождения. Она родилась в городе Эмесе. Её предки были жрецами знаменитого храма финикийского божества Баала (Элагабала). Юлия Домна была младшей дочерью первосвященника Гая Юлия Бассиана и младшей сестрой Юлии Месы.
В 184 году Юлия вышла замуж за будущего императора Септимия Севера. Брак оказался счастливым. Септимию Северу нравилось, что его жена увлекается философией. Вскоре у них родились два сына: Луций Септимий Бассиан (Каракалла) в 188 году и Публий Септимий Гета в 189 году. Когда Септимий Север стал императором в 193 году, он начал гражданскую войну с конкурентами — такими как Песценний Нигер и Клодий Альбин. Юлия Домна была в Риме, пока её муж воевал. Юлия часто участвовала в дворцовых интригах и у неё было много врагов, которые обвинили её в измене и прелюбодеянии. Но ни одно из этих обвинений не было доказано. Она сопровождала Септимия Севера в походе против каледонцев.
Когда император умер в 211 году в Эборакуме (совр. Йорк), императорами стали Каракалла и Гета. Двое молодых людей никогда не любили друг друга и часто ссорились. Гета был убит центурионами Каракаллы в том же году. Каракалла стал единственным императором, но его отношения с матерью были сложными; однако после первоначального шока вследствие гибели сына, она пыталась сделать вид, что ничего не случилось. Юлия сопровождала Каракаллу в его кампании против парфян. Во время этого похода Каракалла был убит, и императором стал Макрин.
Макрин почти наверняка был ответственным за убийство императора, но он стремился к мирным отношениям с Юлией Домной. Однако Юлия подбивала солдат устроить на него покушение. Макрин приказал ей покинуть Антиохию на правах гражданки без императорских почестей, но вскоре сам был убит. Юлия Домна умерла (возможно, самоубийство) в том же году. Её тело было привезено в Рим и захоронено в мавзолее Августа. Позже её прах был перемещён в мавзолей Адриана. Юлия Домна была обожествлена.